# Deutschlandfunk

Логотип Deutschlandfunk

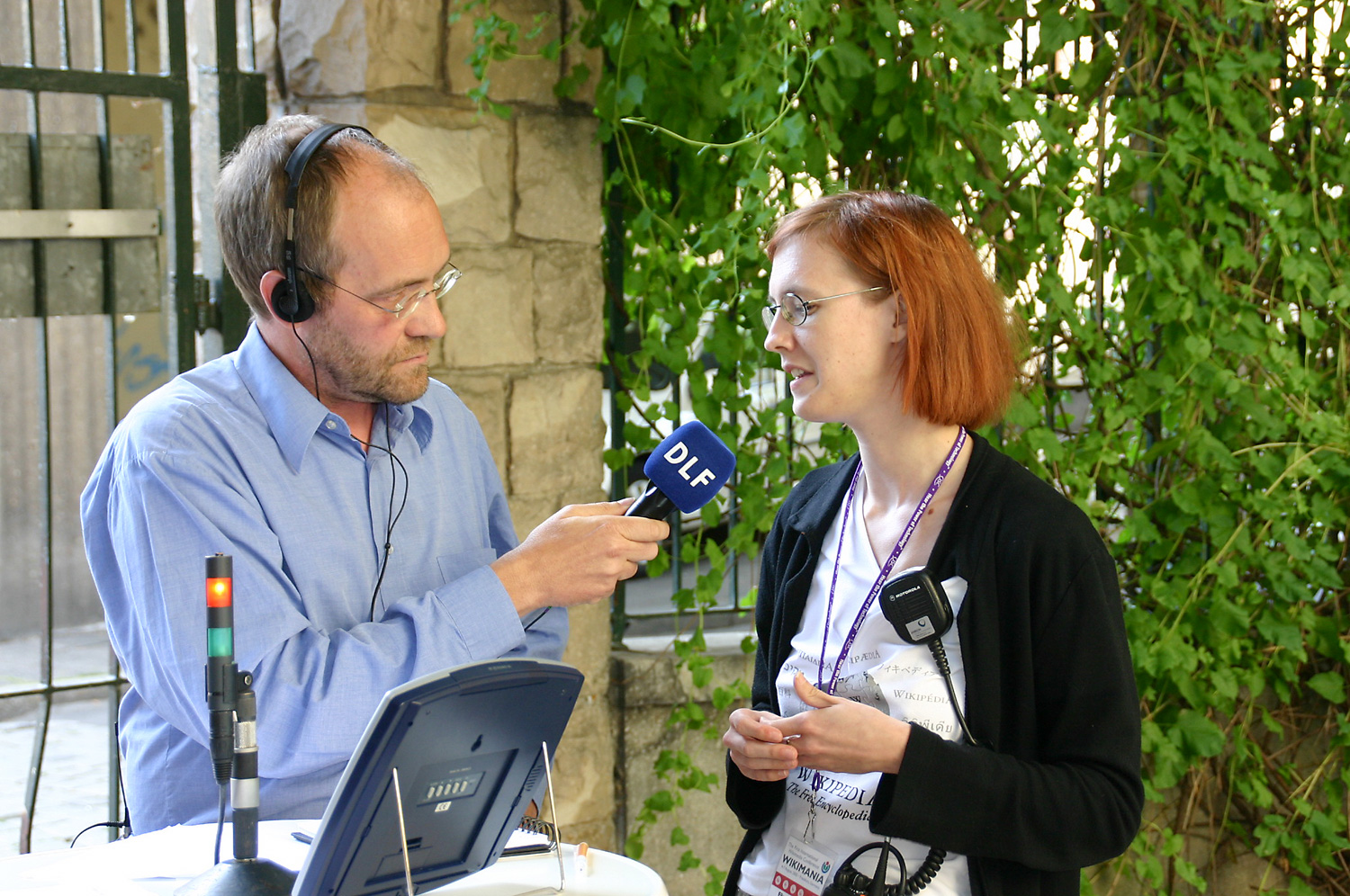
Радио-интервью для «Дойчландфунк» на конференции Викимания во Франкфурте 2005г.

Deutschlandfunk (произносится Дойчландфунк, букв. рус. Вещание Германии) — общественная радиостанция в Германии, специализирующаяся на новостях и текущих событиях. Это один из четырёх общенациональных радиоканалов, выпускаемых «Дойчландрадио». Звучит на ультракоротких волнах, в том числе по системам «ДАБ», «ДВБ-Т2», «ДВБ-С2», «ДВБ-Ц», до 31 декабря 2014 года также на длинных, а до 31 декабря 2015 года — на средних волнах. Вещание ведётся с 1 января 1994 года (в 1962-1991 гг. вещание по программе с аналогичным названием вело одноимённое федеральное государственное учреждение, а в 1992-1993 гг. — Западно-Германское радио), до 2005 года называлась  «Дойчландрадио Кёльн» (Deutschlandradio Köln). Программа полностью свободна от рекламы и финансируются исключительно за счёт сборов.
Текущая программа доступна в виде прямой трансляции в форматах Opus, MP3 и AAC. Избранные материалы архивируются онлайн, и их можно прослушать в аудиоформате по запросу. С середины 2005 года можно загрузить широкий спектр подкастов.
Согласно отчету Рабочей группы по анализу СМИ от 29 марта 2023 года, Deutschlandfunk занимает восьмое место по количеству слушателей радиопрограмм в Германии.

## Премии и награды
Программы радиостанции Deutschlandradio регулярно удостаиваются национальных и международных премий, количество которых в среднем составляет около сорока в год. К числу наиболее значимых наград, полученных в последние годы (по состоянию на 2024 год), относятся Немецкая радиопремия (Deutscher Radiopreis), премия Георга фон Хольцбринка за научную журналистику, Приз Европы (Prix Europa), премия ECHO Klassik и Международная премия Нью-Йоркских фестивалей в области радиовещания. Кроме того, Deutschlandradio поддерживает немецкоязычное культурное пространство, выступая учредителем собственных наград, таких как поощрительная премия Deutschlandfunk на Музыкальном фестивале в Бремене, литературная премия имени Вильгельма Раабе, присуждаемая совместно с городом Брауншвейг, и премия на Днях немецкоязычной литературы в Клагенфурте.